# Ilse Salberg
Ilse Salberg, geschiedene Meyer, verheiratete Metzger (geboren am 9. Januar 1901 in Görlitz; gestorben am 28. März 1947 in Bern) war die Geschäftsführerin der Salberg GmbH, Fotografin und Kunstmäzenatin. Ab Mitte der 1920er Jahre unterstützte sie die Künstler der Neuen Sachlichkeit in Köln. Ab 1933 war sie die Lebensgefährtin des Malers Anton Räderscheidt und floh mit ihm während der Zeit des Nationalsozialismus nach Frankreich und in die Schweiz.

## Leben
Ilse Salberg wurde als jüngste von zwei Töchtern des jüdischen Kaufmanns Adolf und seiner Frau Netty Feige Salberg in Görlitz geboren. Die wohlhabende Kaufmannsfamilie Salberg ging 1907 nach Köln und eröffnete in der Roonstraße einen wirtschaftlich erfolgreichen Geschenk- und Galanteriewarenladen. Die Eltern legten großen Wert auf die künstlerische und musische Erziehung der Töchter. Der Vater baute das Geschäft zu einer erfolgreichen Ladenkette mit Filialen u. a. in der Kölner Hohe Straße, in Berlin, Essen, Frankfurt, Leipzig, Dresden, Stuttgart, Brüssel und Antwerpen auf. Im Februar 1919 starb die Mutter und wurde auf dem jüdischen Friedhof in Köln-Bocklemünd beigesetzt.

### Ehe mit Arthur Meyer
Anfang der 1920er Jahre heiratete Ilse Salberg den Vorstand der Kölner Hermann Meyer Stoff- und Manufakturwarenhandlung Arthur Meyer. Die Firma ihres Mannes geriet im Zuge der Hyperinflation in wirtschaftliche Schwierigkeiten und das Ehepaar stieg in die Leitung der Salberg GmbH ein. Ilse Salberg-Meyer arbeitete in den 1920er Jahren als Geschäftsführerin und Einkäuferin für Lederwaren in der Salberg-Firmengruppe; Arthur Meyer leitete die Ladengeschäfte auf der Hohen Straße in Köln. Am 20. Januar 1923 wurde Sohn Ernst in Köln geboren. Die Familie wohnte ab Ende der 1920er Jahre in einer von Robert Stern erbauten Villa in Köln-Marienburg.
Auf den traditionellen Lumpenbällen der Künstlergruppe der Kölner Progressiven machte Ilse Salberg-Meyer Bekanntschaft mit dem Fotografen August Sander, der ihr Interesse an der Fotografie weckte. In der Folgezeit trat sie als vermögende Gönnerin und Förderin der Künstlergruppe auf und kaufte Sander zahlreiche Fotografien ab, die sie sehr schätzte und auch später mit ins Exil mitnahm.
1930 trennte sich Ilse Salberg von ihrem Ehemann.

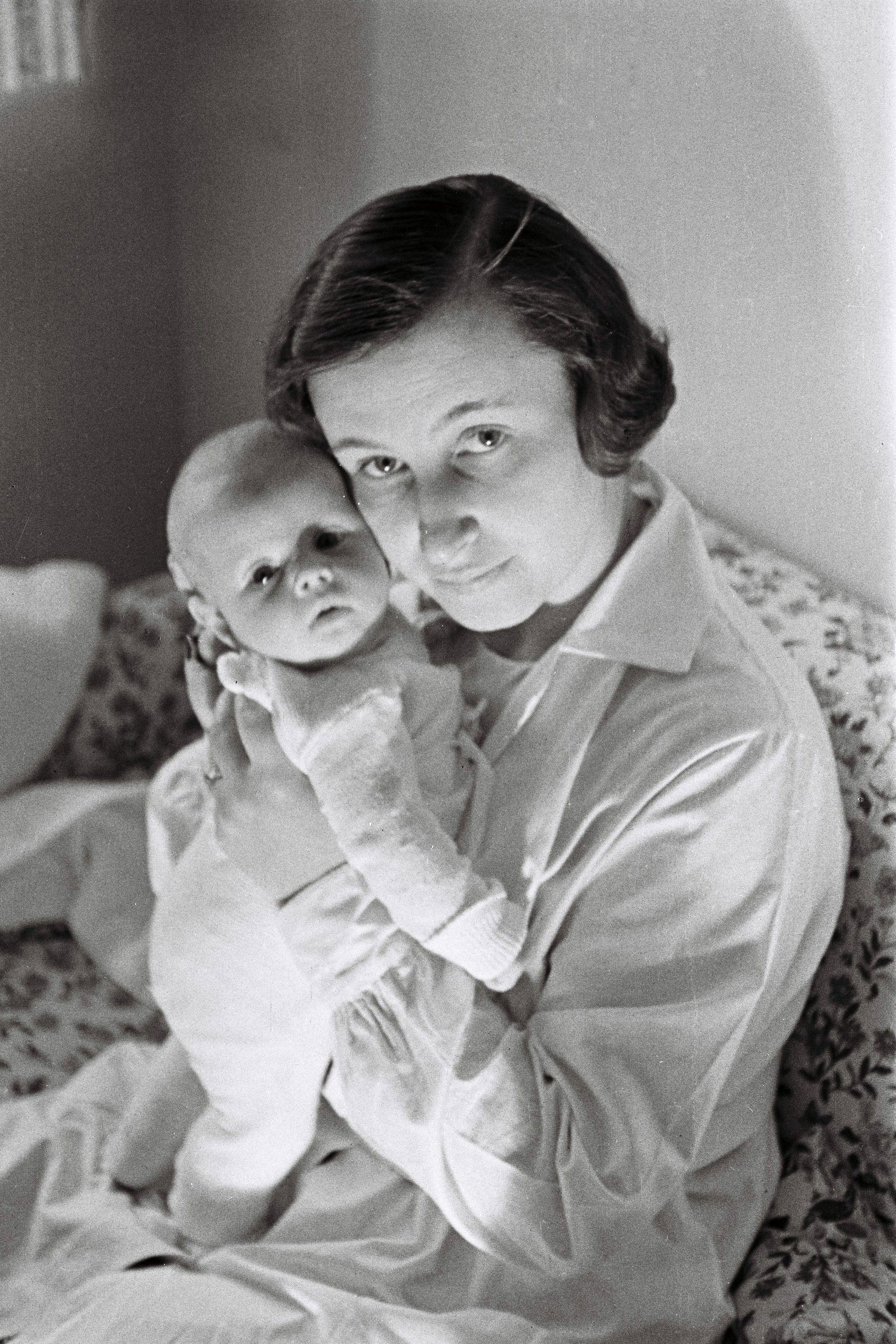
Hannes Maria Flach: Ilse Salberg mit Tochter Brigitte, Köln 1932

### Ehe mit Rudolf Metzger
Anfang der 1930er Jahre lernte sie den wohlhabenden Pforzheimer Juwelier und Goldwarenhändler Rudolf Metzger kennen. Das Paar heiratete 1931 und wurde ein fester Bestandteil der avantgardistischen Kunstszene in Köln. Sie bauten sich eine Sammlung von Gemälden auf und betätigten sich als Mäzene für die Künstler. Am 23. Juli 1931 eröffneten sie gemeinsam mit dem Kunsthistoriker Hans Melchers die Bücherstube am Dom, in der nicht nur Bücher verkauft wurden, sondern auch Ausstellungen gezeigt und Vorträge mit Künstlern organisiert wurden.
Nachdem sich Ilse Salberg-Metzger zunächst eine Leica-Schraubkamera zugelegt hatte, begann sie mit ersten eigenen Fotoarbeiten. Die erste von ihr im September 1931 organisierte Fotoausstellung in der Bücherstube am Dom zeigte Fotografien griechischer Architektur von Walter Hege. Im gleichen Jahr wurden in der Bücherstube Aquarelle und Zeichnungen der Malerin Marta Hegemann ausgestellt. Diese und ihren Ehemann Anton Räderscheidt hatte Ilse auf den Lumpenbällen der Kölner Künstler kennengelernt. Im November 1931 konnte sie László Moholy-Nagy für den Vortrag malerei und fotografie in der Bücherstube gewinnen. Zu dieser Zeit machte sie die Bekanntschaft mit dem Kölner Fotografen Hannes Maria Flach, dessen Arbeiten sie nachhaltig beeinflusst haben.
Am 23. Januar 1932 wurde ihre Tochter Brigitte geboren. Nachdem im gleichen Jahr ihr Vater Adolf Salberg verstorben war, übernahm Ilse Salberg-Metzger gemeinsam mit ihrem Mann die Geschäftsleitung der Salberg Gmbh. In diesem Jahr begann ihre enge Freundschaft mit Anton Räderscheidt, der sie in seinem Atelier in Bickendorf porträtierte. Großzügig finanziert von Ilse Metzger, zog Räderscheidt mit Marta Hegemann und den beiden Kindern für einen Studienaufenthalt an der Deutschen Akademie nach Rom.

SA-Mann vor dem Salberg-Geschäft in Nürnberg (1935)

Nach der Machtergreifung der Nationalsozialisten und dem Boykott der jüdischen Geschäfte, die auch die Salberg-Gruppe betrafen, reiste das Ehepaar Metzger ebenfalls nach Rom. In Rom vertiefte sich die Freundschaft zwischen Räderscheidt und Ilse Metzger. Beide verließen ihre Ehepartner und kehrten zunächst nach Köln zurück. Sie verkaufte ihre Firmenanteile, transferierte den Erlös nach London, wo ihr Sohn Ernst zur Schule ging und übertrug die Geschäftsleitung der Salberg GmbH an Rudolf Metzger, ihre Schwester Edith Nordschild und ihren Schwager Paul Nordschild.

### Lebensgemeinschaft mit Anton Räderscheidt
Nachdem die Firma Salberg in der NS-Wirtschaftszeitung Die Deutsche Volkswirtschaft: Zeitschrift für nationalsozialistische Wirtschaftsgestaltung am 22. Juni 1934 aufgrund ihrer jüdischen Eigentümer diffamiert wurde, entschloss sich Ilse Salberg endgültig mit Anton Räderscheidt die Ausreise zu beantragen. Sie gingen im Dezember 1934 gemeinsam mit Tochter Brigitte nach Motzen bei Wünsdorf, um dort auf die Visa zu warten. Während dieser Zeit begann Ilse Salberg Fotoserien mit der Leica III von der Umgebung von Motzen anzufertigen. Dabei gelangte sie unbeabsichtigt in den Sperrbereich des neu angelegten Panzerübungsplatzes Wünsdorf, wurde der Spionage bezichtigt und kurzzeitig in Potsdam inhaftiert. Nach der Freilassung entschlossen sich beide zur Flucht, ohne auf die offizielle Ausreisegenehmigung zu warten. 1935 ging Ilse Salberg zunächst nach London, um bei der London & Westminster-Bank ihre finanziellen Angelegenheiten zu regeln.

#### Exil in Frankreich
Im Frühjahr 1936 gingen Ilse Salberg, Anton Räderscheidt und die vierjährige Tochter Brigitte nach Frankreich. Hier mietete sie im Pariser Quartier Montparnasse mit Räderscheidt ein großes Atelier in der Rue des Plantes 26 in dem Haus, in dem auch Max Ernst wohnte. Sie kaufte vom Bildhauer André Bloc ein Grundstück in Sanary-sur-Mer, das sie mit dem Pavillon Le Patio im Bauhaus-Stil mit Künstleratelier und Dunkelkammer bebauen ließ.
In Paris beschäftigte sich Ilse Salberg mit Héliogravure-Reproduktionen und kam mit New Vision-Fotografinnen in Verbindung, die in der Galerie de la Pléiade am Jardin de Luxembourg ausstellten. In ihrer Arbeit wurde sie maßgeblich beeinflusst durch die Fotografien von den in Paris lebenden Fotografinnen Ylla, Ilse Bing und Florence Henri, die ihre künstlerische Mentorin wurde, mit der sie lebenslang befreundet war.
Aufgrund ihrer finanziellen Unabhängigkeit war es ihr möglich – im Gegensatz zu vielen nach Paris emigrierten Künstlern – großzügig Material und Fotoausrüstungen zu erwerben. Seit 1936 arbeitete sie neben der Leica mit einer Linhof Technika 6x9 und ließ sich im Le Patio eine Handpresse für die Héliogravüren installieren. Räderscheidt ermöglichte sie die Arbeit an großformatigen Bilderzyklen, die 1937 in Paris ausgestellt wurden. Sie mieteten 1937 ein geräumiges Atelier in der Villa Brune in Paris. Zur Weltausstellung 1937 reiste Marta Hegemann nach Paris und versuchte Räderscheidt zur Rückkehr nach Deutschland zu bewegen. Er entschied sich aufgrund der politischen Entwicklung in Deutschland in Frankreich und bei Ilse Salberg zu bleiben.
Bei dem Kunstsammler Daniel-Henry Kahnweiler erwarb Ilse Salberg mehrere Gemälde von Pablo Picasso und Fernand Léger und machte bei ihm die Bekanntschaft mit dem Kunstkritiker Tériade, der auch die einflussreichen Kunstzeitschriften Verve und La Bête Noire verlegte. In ihrem Fotoatalier arbeitete Ilse Salberg – inspiriert durch die Tierfotografien von Ylla – an Makroaufnahmen von Tieren, insbesondere von Insekten. Ein weiterer Schwerpunkt ihres Schaffens wurde in dieser Zeit der Anton-Zyklus, großformatige Nah- und Aktaufnahmen ihres Lebensgefährten, einem für Fotografinnen in den 1930er Jahren eher unüblichen und gewagten Bildthema.
Im Mai 1938 kehrte sie noch einmal nach Deutschland zurück, nachdem ihr Schwager und Geschäftsinhaber der Salberg GmbH, Paul Nordschild, nach einem Überfall durch Nationalsozialisten am 3. Mai 1938 tot in seinem Haus in Wiesbaden aufgefunden wurde. Die Familie hatte starke Zweifel an der von der Polizei ermittelten, offiziellen Todesursache Selbstmord. Nach dem Tod von Paul Nordschild emigrierte Ilses Schwester Edith (geb. 1898, gest. 1976) mit den Töchtern Annelie (geb. 1919) und Inge (geb. 1921) nach Amerika. Ilse Salberg nutzte die Deutschland-Reise, um in Köln ihre Freunde und ihre Angehörigen zu besuchen. Dabei musste sie feststellen, dass ihr Freund Hannes Maria Flach bereits im Oktober 1936 von einem Nationalsozialisten ermordet wurde. Sie wandte sich an den jüdischen Fotografen Hans Schiff, der einige Familienporträts zur Erinnerung sowie Fotografien von der Salberg-Villa in Marienburg anfertigte.

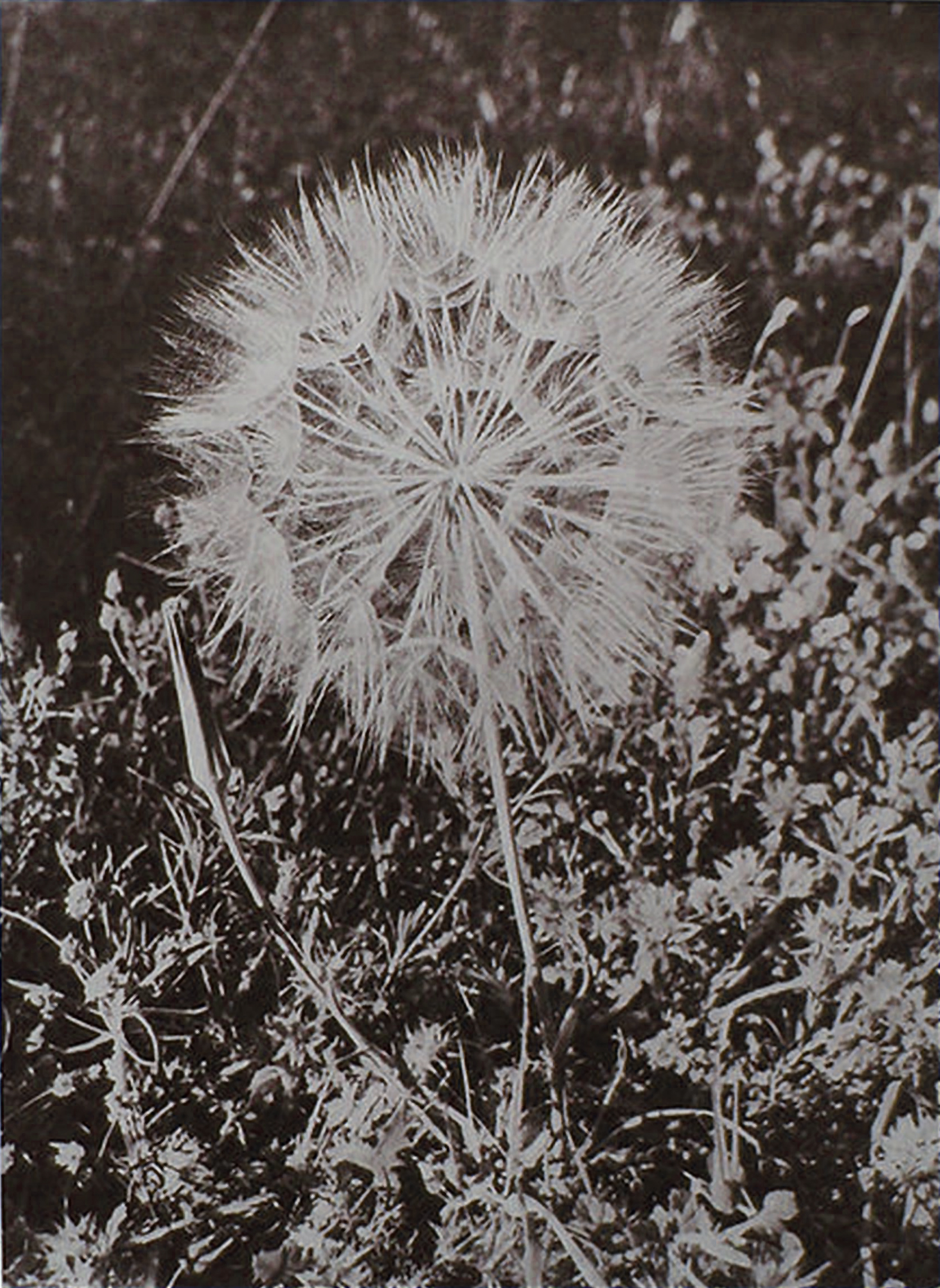
Löwenzahn, Heliogravüre 1938

Zurück in Frankreich arbeitete sie intensiv an Tierfotografien, Stillleben und Makroaufnahmen. Im März 1939 zeigte die vierte Ausgabe der Verve Fotografien von Ilse Salberg.
Im Sommer 1939 besuchte ihr Sohn Ernst sie während der Internatsferien in Südfrankreich. Der Ausbruch des Zweiten Weltkrieges hatte, obwohl Frankreich noch nicht von der Wehrmacht besetzt war, erhebliche Auswirkungen auf das Leben von Ilse Salberg und ihrer Familie. Deutsche Staatsbürger, die in Großbritannien und Frankreich wohnten, wurden zu feindlichen Ausländern erklärt, die Konten von Ilse Salberg wurden eingefroren. Während Ilse Salberg mit ihrer Tochter im Lager Gurs festgehalten wurde, mussten sich am 7. September 1939 alle männlichen Deutschen zunächst in Toulon einfinden, um dann in das Internierungslager in Les Milles gebracht zu werden. Während der Inhaftierung wurde anhand der Ausbürgerungslisten, die im Reichsanzeiger veröffentlicht wurden, die politische Unbedenklichkeit der Inhaftierten überprüft. Ilse Salberg wurde in Gurs von ihrer Tochter getrennt, da diese infolge der katastrophalen hygienischen Verhältnisse erkrankte. Räderscheidt war in Les Milles gemeinsam mit Ilses Sohn Ernst und dem in seiner Nachbarschaft wohnenden Lion Feuchtwanger interniert und lernte in Les Milles den Publizisten Alfred Kantorowicz kennen. Nach zwei Wochen durften die Inhaftierten das Lager verlassen.

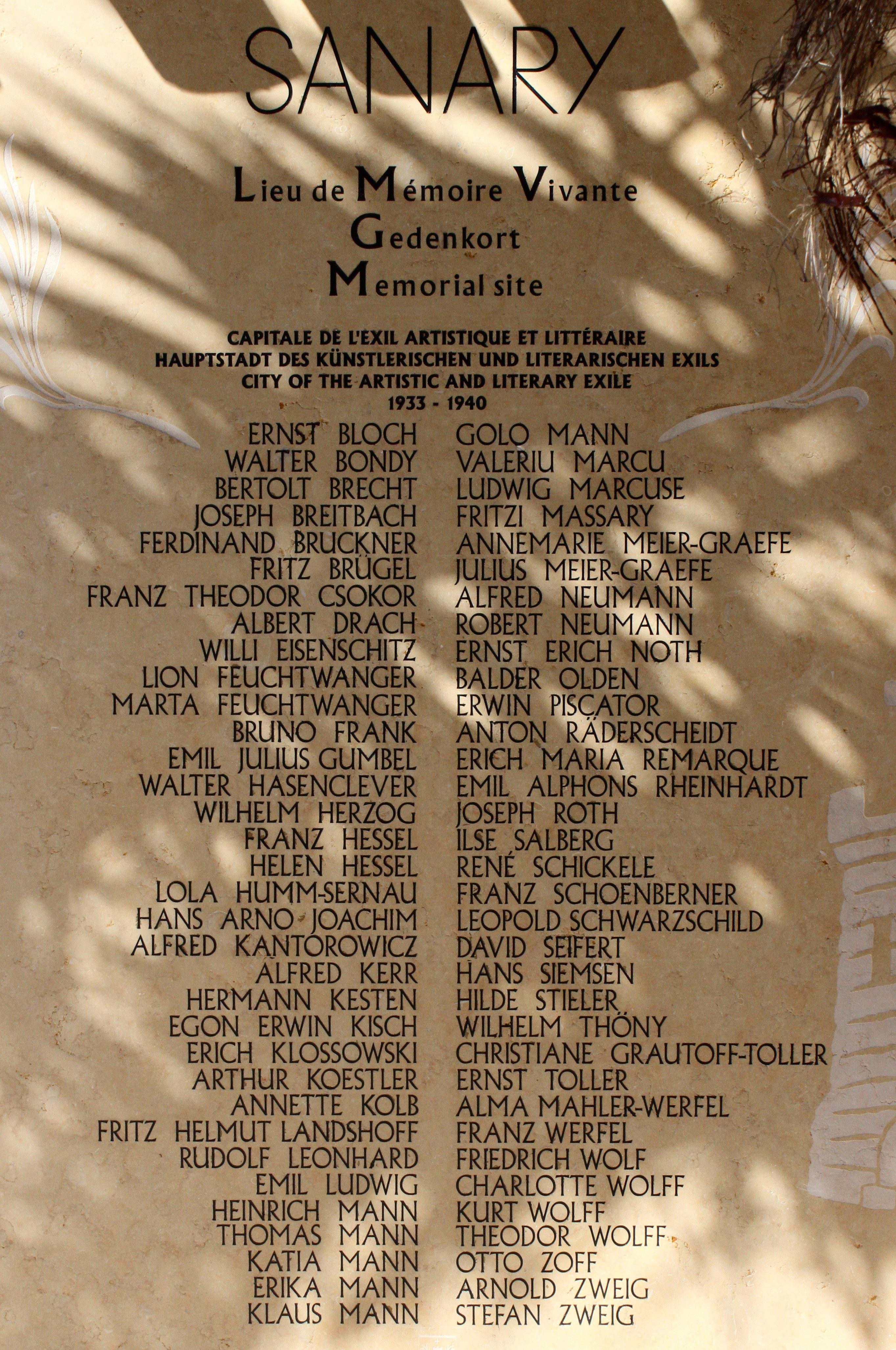
Gedenktafel für die deutschen und österreichischen Künstler und Schriftsteller am Fremdenverkehrsbüro in Sanary-sur-Mer

Nach dem Einmarsch der Deutschen Wehrmacht nach Frankreich im Mai 1940 wurden Ernst Meyer und Anton Räderscheidt am 18. Mai aufgefordert, sich am 21. Mai 1940 erneut im Internierungslager von Les Milles zu stellen. Hier trafen sie auf viele ins Exil gegangene Schriftsteller und Künstler, u. a. Lion Feuchtwanger, Golo Mann, Walter Hasenclever, Heinrich Maria Davringhausen, Max Ernst, Wols und Alfred Kantorowicz. Ilse Salberg und ihre Tochter wurden erneut im Lager Gurs inhaftiert. Mit ihnen in Gurs waren viele Bekannte aus Köln und Sanary gefangen, unter anderem Louise Straus-Ernst, Lore Auerbach-Davringhausen und Marta Feuchtwanger.
Nach der Freilassung ging Ilse Salberg mit ihrer Tochter nach Sanary zurück. Räderscheidt, Davringhausen, Kantorowicz und Ernst Meyer gelang am 22. Juni 1940 die Flucht aus dem Phantomzug von Les Milles nach Bayonne und sich nach Sanary durchzuschlagen. Die nächsten Monate waren mit großen Entbehrungen verbunden, da Lebensmittel rationiert wurden und Ilse Salberg keine Möglichkeit mehr hatte, auf ihr Vermögen zurückzugreifen und viele ihrer Verwandten, die aus Deutschland regelmäßig Lebensmittelpakete verschickt hatten, in der Zwischenzeit selbst emigriert waren. Um ein Auskommen zu sichern, verkaufte sie Schmuck und diverse Wertgegenstände – mit Ausnahme der Gemälde.
Trotz der schwierigen Situation arbeitete Ilse Salberg weiter und fertigte etwa zahlreiche, auf das Wesentliche reduzierte Stillleben von Lebensmitteln an. 1940 wurde im britischen Kunstkompendium STILL das Foto Eye of an Elephant von ihr veröffentlicht.
Anfang 1942 wurde die Villa Le Patio von italienischen Truppen beschlagnahmt und Ilse Salberg wurde mit ihren Kindern und Räderscheidt von der französischen Gendarmerie ausgewiesen und nach Barjols (Département Var) verbracht. Unter Hausarrest gestellt, mussten sie sich jede Woche bei der Gendarmerie in Draguignan melden.
In Barjols ging die Tochter Brigitte zur Schule, Ernst setzte seine in Sanary begonnene Weinbau-Lehre fort. Ilse Salberg fotografierte auch in Barjols weiter. Anfang September 1942 erschienen französische Polizisten in Barjols, um Ilse Salberg, die Kinder und Räderscheidt zu verhaften. Ernst Meyer gelang es, die Gendarmen abzulenken und aufzuhalten, so dass den anderen die Flucht zu einem Nachbarn gelang. Ernst Meyer wurde sofort verhaftet, über Les Milles nach Drancy gebracht und am 7. September 1942 mit dem 29. Transport nach Auschwitz deportiert. Ob Ernst Meyer in Auschwitz am 9. September 1942 ankam oder zu den etwa 200 arbeitsfähigen Männern gehörte, die in Cosel den Transport verlassen haben und in ein Arbeitslager verschleppt wurden, ist nicht bekannt.
Anton Räderscheidt kehrte noch einmal in die Wohnung zurück und übergab dem Nachbarn Emile Brunet persönliche Sachen, Zeichnungen und Fotos, der diese im Keller versteckte. Der Metzger des Ortes, Lucien Coquillat, versteckte die Flüchtlinge in einem Lastkraftwagen unter einer Fleischladung und brachte sie unter eigener Lebensgefahr an die Schweizer Grenze.

#### Exil in der Schweiz
Nach dem illegalen Grenzübertritt am 8. September 1942 bei Collonges bei Salève in die Schweiz wurden Ilse Salberg, ihre Tochter Brigitte und Anton Räderscheidt erneut verhaftet und im Auffanglager Eriswil im Kanton Bern interniert. Die offizielle Flüchtlingspolitik der Schweiz war 1942 auf Abschreckung angelegt und wurde rigoros durchgesetzt. Die Familie wurde getrennt: Ilse Salberg wurde in das Internierungslager Girenbad bei Hinwil verbracht, wo sie täglich acht Stunden arbeiten musste. Ihre elfjährige Tochter wurde durch den Internierungsbeschluss von der Mutter getrennt und an mehrere Pflegefamilien vermittelt und anschließend in ein Kinderheim in Aeugst gebracht. Räderscheidt wurde zunächst im Lager Leysin am Genfer See und später im Flüchtlingslager Magliaso in der Nähe von Lugano im Tessin inhaftiert, wo er Feldarbeit verrichten musste. Die Emigranten waren jederzeit von der Abschiebung bedroht. Am 1. August 1943 erhielten Ilse und Brigitte Salberg die Erlaubnis, Räderscheidt im Lager Magliaso zu besuchen. Bei der Gelegenheit fertigte sie eine Fotoreportage vom Leben in Magliaso an.
Der Direktor des Kunstmuseums in Basel, Georg Schmidt, den Räderscheidt bereits aus Köln kannte, setzte sich für die Flüchtlinge ein. Nach seiner Intervention wurden Räderscheidt, Ilse Salberg und ihre Tochter ab Oktober 1943 in der Mansarde des Hotels Bären in Münchenbuchsee als Privatinternierte des Kommandanten des Flüchtlingslager Magliaso untergebracht und so vor der Abschiebung bewahrt. Da weder Ilse Salberg noch Anton Räderscheidt über eine Arbeitserlaubnis in der Schweiz verfügten, porträtierten Ilse Salberg und Räderscheidt mehrere Familienmitglieder des Hotelbesitzers und fertigten Landschaftsbilder für Privatpersonen des Ortes an.
Im Jahr 1944 erkrankte Ilse Salberg an Brustkrebs. In dieser Zeit zeichnete Räderscheidt zahlreiche Bilder, um die Arztkosten für die Behandlung seiner Lebensgefährtin zu bezahlen. Ein Jahr nach der Mastektomie verschlechterte sich ihr Zustand erneut, nachdem auch noch die zweite Brust von einem Tumor befallen war. Ilse Salberg starb am 28. März 1947 in Bern an den Folgen der Brustkrebserkrankung.
Nach ihrem Tod verkaufte Räderscheidt seine in der Schweiz angefertigten Gemälde an die Galerie Marbach in Bern und ging mit Ilse Salbergs Tochter Brigitte 1947 nach Paris zurück. Brigitte Metzger-Salberg reiste später zu ihrem Vater in die Vereinigten Staaten und verstarb im Alter von 77 Jahren in Atlanta.

## Rezeption
Lange blieben die Fotografien von Ilse Salberg von der Öffentlichkeit unbeachtet. Die meisten ihrer Fotografien aus dem Exil in Frankreich gingen auf der Flucht verloren. Durch einen glücklichen Umstand wurden 1963 von Anton Räderscheidt und seiner neuen Ehefrau Giséle in Barjols in einem Keller neben Gemälden auch einige Fotografien und Negative von Ilse Salberg gefunden, die sie bei der Flucht in die Schweiz zurücklassen musste. Der jüngste Sohn von Anton Räderscheidt, Pascal (1953–2014) entschloss sich 2009 neben den Werken seines Vaters auch die Fotografien von Ilse Salberg in einer Ausstellung in Köln zu zeigen. Zu dieser Ausstellung wurde eine umfassende Begleitdokumentation verfasst.
Im Jahr 2014 veröffentlichte die kanadische Kuratorin Angelika Littlefield eine umfassende Biografie von Ilse Salberg.